# Butler Noble
Butler Gilbert Noble (* 27. September 1815 in Geneva, New York; † 25. Oktober 1890 in Brooklyn, New York) war ein US-amerikanischer Politiker. Zwischen 1860 und 1862 war er Vizegouverneur des Bundesstaates Wisconsin.

## Werdegang
Im Jahr 1835 absolvierte Butler Noble das Geneva College, das heutige Hobart College. Nach einem anschließenden Jurastudium in Crawfordsville (Indiana) und seiner Zulassung als Rechtsanwalt arbeitete er dort zwischen 1843 und 1844 in seinem neuen Beruf. Dann gab er diesen wieder auf und zog nach Westfield im Staat New York, wo er neun Jahre lang als Drogist tätig war. Seit 1855 lebte er in Whitewater (Wisconsin). Politisch war er zunächst Mitglied der Whig Party und nach deren Auflösung der 1854 gegründeten Republikanischen Partei. Im Herbst 1857 wurde er in die Wisconsin State Assembly gewählt.
1859 wurde Noble an der Seite von Alexander W. Randall zum Vizegouverneur von Wisconsin gewählt. Dieses Amt bekleidete er zwischen 1860 und 1862. Dabei war er Stellvertreter des Gouverneurs und Vorsitzender des Staatssenats. Nach dem Ende seiner Zeit als Vizegouverneur zog er zunächst nach New York City und dann nach Brooklyn, das damals noch selbständig war. Dort arbeitete er als Hafenmeister und für die Zollbehörde. Er starb am 25. Oktober 1890 in Brooklyn.